# Economía de la provincia de Huesca
La economía de la provincia de Huesca trata del estado sectorial y empresarial de la actividad económica de Huesca (provincia de Aragón en España), que cuenta con una población de 228.203 habitantes a finales de 2010.
El Valor Agregado Bruto en el año 2008 fue de 5.064 millones de euros. Es el sector servicios el más importante, con 2.962 millones de euros, suponiendo el 58,50% del total. Le sigue la industria, 780 millones de euros y 15,41%, y la construcción, 634 millones de euros y 12,52%. El sector primario participa con 605 millones de euros representando el 11,95%, y, finalmente, la energía, 81 millones de euros y 1,62%.
La evolución de la participación proporcional de estos sectores respecto al año 2000 ha sido negativa en el caso del sector primario (-5,20%), energía (-0,24%) e industria (-1,58%), siendo positiva esta evolución de la participación en los sectores de la construcción (3,24%) y de los servicios (3,71%).
Respecto al comercio exterior, las exportaciones en el año 2010 supusieron 840 millones de euros y las importaciones 424 millones de euros. La población ocupada por todos los sectores es de 91.200 personas en el 2010. El sector primario ocupa el 14,14%, la industria el 14,80%, la construcción el 9,21%, y los servicios el 61,84%. La tasa de paro general asciende al 12,63%.
El número de empresas activas en el año 2010 era de 16.380, aunque 8.261 de ellas no contaba con asalariados. El mayor número de empresas, 4.661, tiene menos de dos empleados, siguiendo el grupo de tres a nueve empleados con 2.641. Únicamente 811 empresas cuentan con más de diez empleados, y solo 81 con más de 50.

## Agricultura y ganadería
Este sector en el año 2008 aportó 605 millones de euros en el Valor Agregado Bruto de la provincia de Huesca, el 11,95% del total, y empleó a 12.900 personas en el año 2010, el 14,14% del total.
El total de la superficie de las explotaciones es de 1.058.809 hectáreas, siendo la superficie agrícola utilizada de 763,503 hectáreas. Las tierras no agrícolas corresponden principalmente a masa forestal, 162.453 hectáreas, y matorral, 125.988 hectáreas.
La provincia cuenta con 486.590 hectáreas labradas, siendo de regadío el 35,23% de las mismas. La dedicación de las mismas corresponde a herbáceos y barbechos (444.402), frutales (26.397), olivar (9.069), viñedo (5.780) y otros cultivos (942). Igualmente, se cuenta con una superficie de 276.913 hectáreas de pastos permanentes.

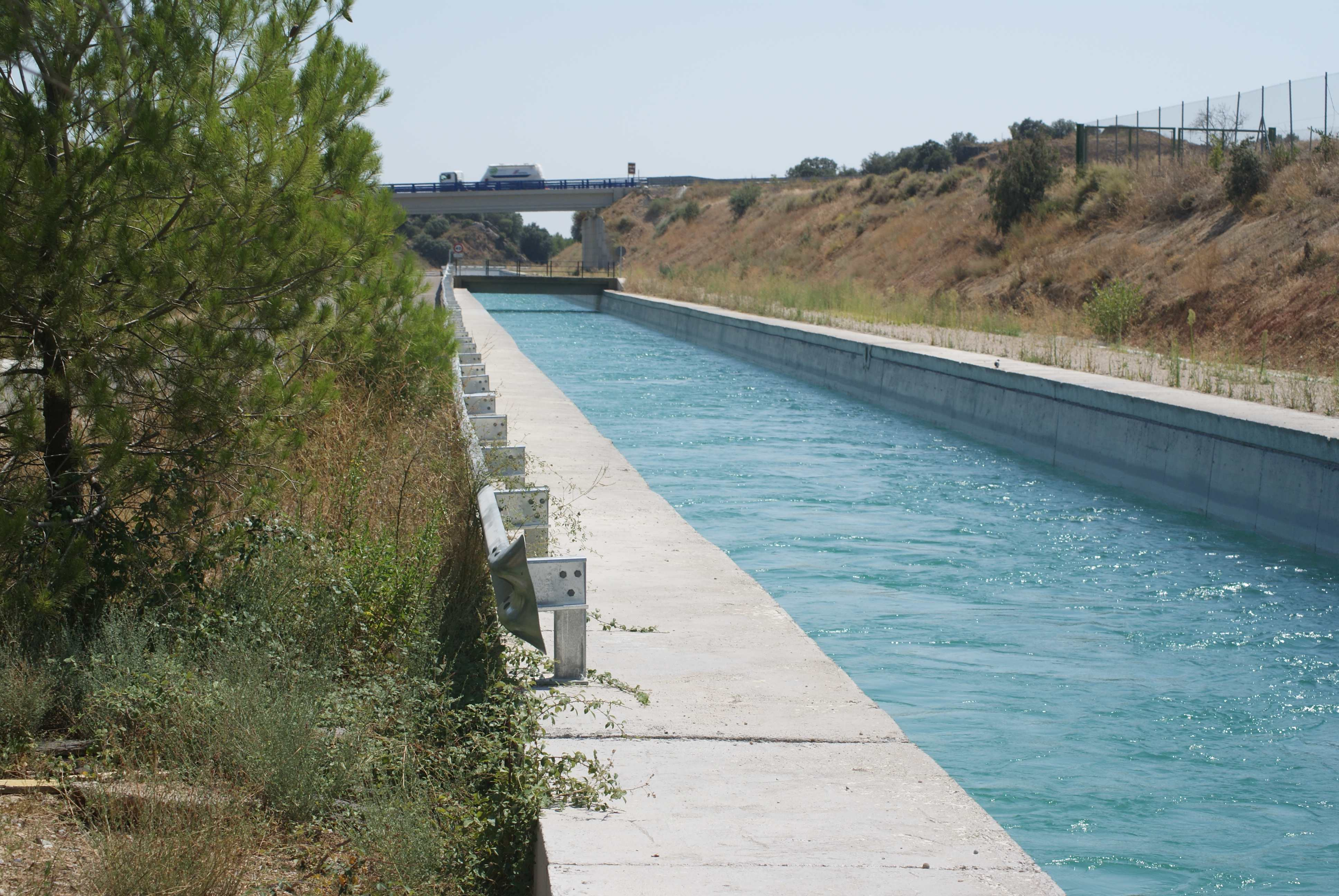
Canal del Cinca en Peraltilla.

La importancia del regadío es crucial para el cultivo de la alfalfa, el maíz y los frutales en las dos grandes zonas de regadío por donde pasan el Canal de Aragón y Cataluña (comarcas de La Litera, Cinca Medio y Bajo Cinca) y el Canal del Cinca (comarcas de Somontano y los Monegros) que han posibilitado una potente industria (Ver sección Industria Agroalimentaria) en torno a los piensos, la fruta dulce y el vino, con la Denominación de Origen Somontano. Igualmente sucede en torno a la ganadería.
Las explotaciones ganaderas de la provincia están encabezadas por las granjas de aves con 9.098.000 cabezas, seguido del porcino con 2.697.587 unidades, ovino 570.458, bobino 221.221 y caprino 21.796 cabezas.
Respecto a la innovación en el sector primario, tanto la agricultura como la ganadería cuentan con un sistema académico y empresarial que facilita la continua innovación en el sector. En Huesca, se encuentra una Escuela Politécnica Superior de la Universidad de Zaragoza especializada en ingeniería agroalimentaria y ciencias medioambientales.

## Energía
Este sector en el año 2008 aportó 81 millones de euros en el Valor Agregado Bruto de la provincia de Huesca, el 1.62% del total, siendo poco intensivo en empleo.
La provincia de Huesca tenía en el año 2009 una potencia instalada de 1.608 MW, siendo la fuente más importante la hidroeléctrica con el 71,12% (1.145 MW) provenientes de las 68 centrales en los ríos que bajan del Pirineo. Le sigue la eólica con ocho centrales y 267 MW instalados, seguidos de la cogeneración con veinte centrales y 172 MW, y de la solar con 166 centrales y 24 MW. Estas centrales han generado en ese mismo año 4.025.104 MWh, correspondendiendo el 64% (2.576.529 MWh a la hidroeléctrica, 829.577 MWh a la cogeneración, 587.370 MWh a la eólica, y 31.628 MWh a la solar.

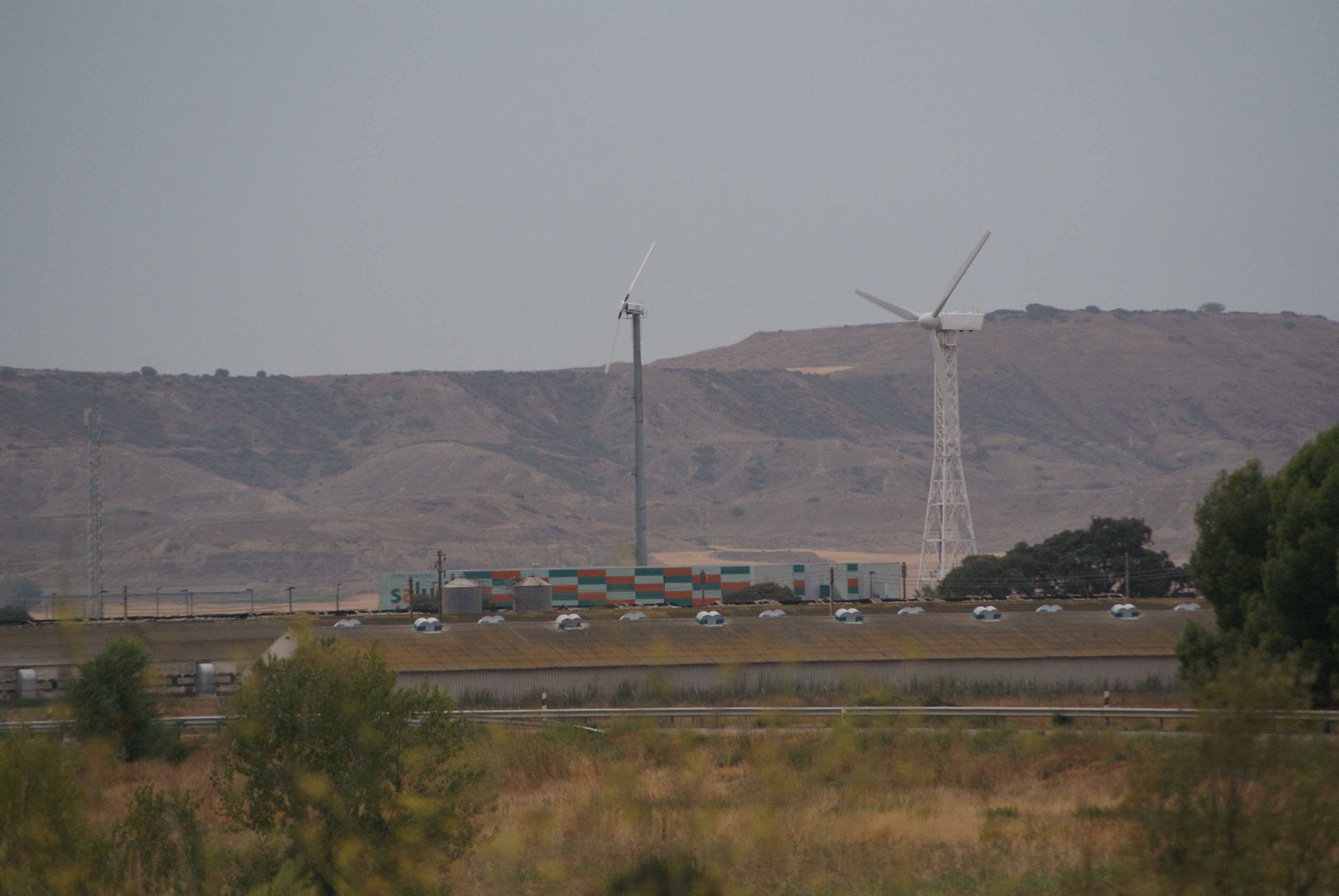
Fundación del Hidrógeno

La instalación de las centrales hidroeléctricas en las primeras décadas del siglo XX dieron lugar a la creación de los polos industriales de Sabiñanigo en 1921 con la creación de Energía e Industrias Aragonesas, y Monzón en 1940 con la creación de Hidro Nitro Española en torno a empresas químicas que necesitaban un gran consumo de electricidad.
Respecto a la innovación en el sector energía, desde la década de 2000 está habiendo un incremento en el desarrollo de las energías renovables con la creación de parque eólicos y solares. En el año 2004 se funda en el Parque Tecnológico Walqa de Huesca la Fundación para el Desarrollo de las Nuevas Tecnologías del Hidrógeno en Aragón con el objetivo de investigar en las energías renovables.

## Construcción
Este sector en el año 2008 aportó 634 millones de euros en el Valor Agregado Bruto de la provincia de Huesca, el 12,52% del total, y empleó a 8.400 personas en el año 2010, el 9,21% del total.
Este sector tuvo su máximo apogeo en el año 2006 en el que se formalizaron 1.117 licencias, comparando con las 605 del año 2010. Lo mismo sucede en el número de edificios, 1.242 y 302 respectivamente. E igualmente en la superficie nueva construida, 790.994 metros cuadrados en el 2006 y 192.826 en el 2010, y en el número de viviendas construidas, 3.984 y 426 respectivamente.

## Industria
Este sector en el año 2008 aportó 780 millones de euros en el Valor Agregado Bruto de la provincia de Huesca, el 15,41% del total, y empleó a 13.500 personas en el año 2010, el 14,80% del total.
El número de empresas industriales en el 2008 eran 1.156, siendo la actividad de productos metálicos la que alberga el mayor número con 297, seguida de agroalimentaria con 229, madera con 123, maquinaria con 112, artes gráficas con 75 y muebles con 67, alcanzando el 78% del conjunto de empresas. El 96% de las mismas son microempresas con menos de 10 trabajadores. Respecto al empleo, este sector e la industria empleaba en el 2010 a 13.077 trabajadores, siendo la actividad agroalimentaria la mayor con 2.801 empleos, seguidos de productos metálicos con 1.983, química con 1.872, maquinaria con 1.743, productos no metálicos con 920 y madera con 671, alcanzando el 76% del total del empleo industrial.
El comercio exterior de este sector supuso en el 2008 unas exportaciones de 765 millones de euros e importaciones de 536 millones. El país preferente de exportaciones fue Italia y de importaciones, Francia. Respecto a la tipología de producto, el mayor volumen de exportaciones fueron cárnicos, plásticos y manufacturas, mientras que el de las importaciones fueron cereales.
Las actividades más importantes del sector industrial son la agroalimentaria, los productos metálicos, la química, la maquinaria, los productos no metálicos y la madera. También es necesario destacar la metalurgia, la instrumentación médica y el papel y artes gráficas.

### Agroalimentaria
Es la actividad industrial que más empleo abarcaba en 2008 con 2.801 trabajadores en 229 empresas y con capacidad exportadora. Abarca la actividad industrial relacionada con los alimentos y bebidas. Siendo las más relevantes las relacionadas con la fabricación de productos para la alimentación animal, la industria cárnica, la fabricación de productos de molinería, fabricación de aceites, elaboración de vino y conservación de frutas.
La fabricación de piensos es una de las actividades más importantes relacionadas con la producción de forrajes y el engorde de ganado en el entorno, suponiendo la existencia de importantes empresas como Agropienso y Piensos Costa. La localización principal de las empresas de este sector está en las comarcas de La Litera y Bajo Cinca, productoras de forrajes y de engorde de ganado.
La actividad cárnica es uno de los motores de la industria agroalimentaria de la provincia. En el año 2005 se sacrificaron 94.232 bobinos, 273.796 ovinos, 23.483 caprinos y 572.677 porcinos. Es una de las principales actividades exportadoras de la provincia. En 2006 se exportaron 17 millones de euros de animales vivos de porcino, 39 millones de euros de carne bovina y 34 millones de carne porcina. La empresa más importante del sector es Fribin en Binefar. Es de destacar la actividad de fabricación de embutidos en Graus, especialmente la longaniza de Graus. La localización principal de las empresas de este sector está en las comarcas de La Litera y Bajo Cinca. Un indicador de la importancia de este sector es la Lonja de Binefar donde se establece la cotización del precio del vacuno.
La fabricación de harinas y sémolas ha sido una de las actividades tradicionales de la provincia debido a la producción cerealista en el entorno. Las empresas más destacadas del sector son Harinas de Selgua, Harinas Villamayor y Harinera de Tardienta. La localización principal de las empresas de este sector está en las comarcas de Cinca Medio, Hoya de Huesca y Monegros. Esta actividad ha posibilitado la actividad de pastelería industrial.

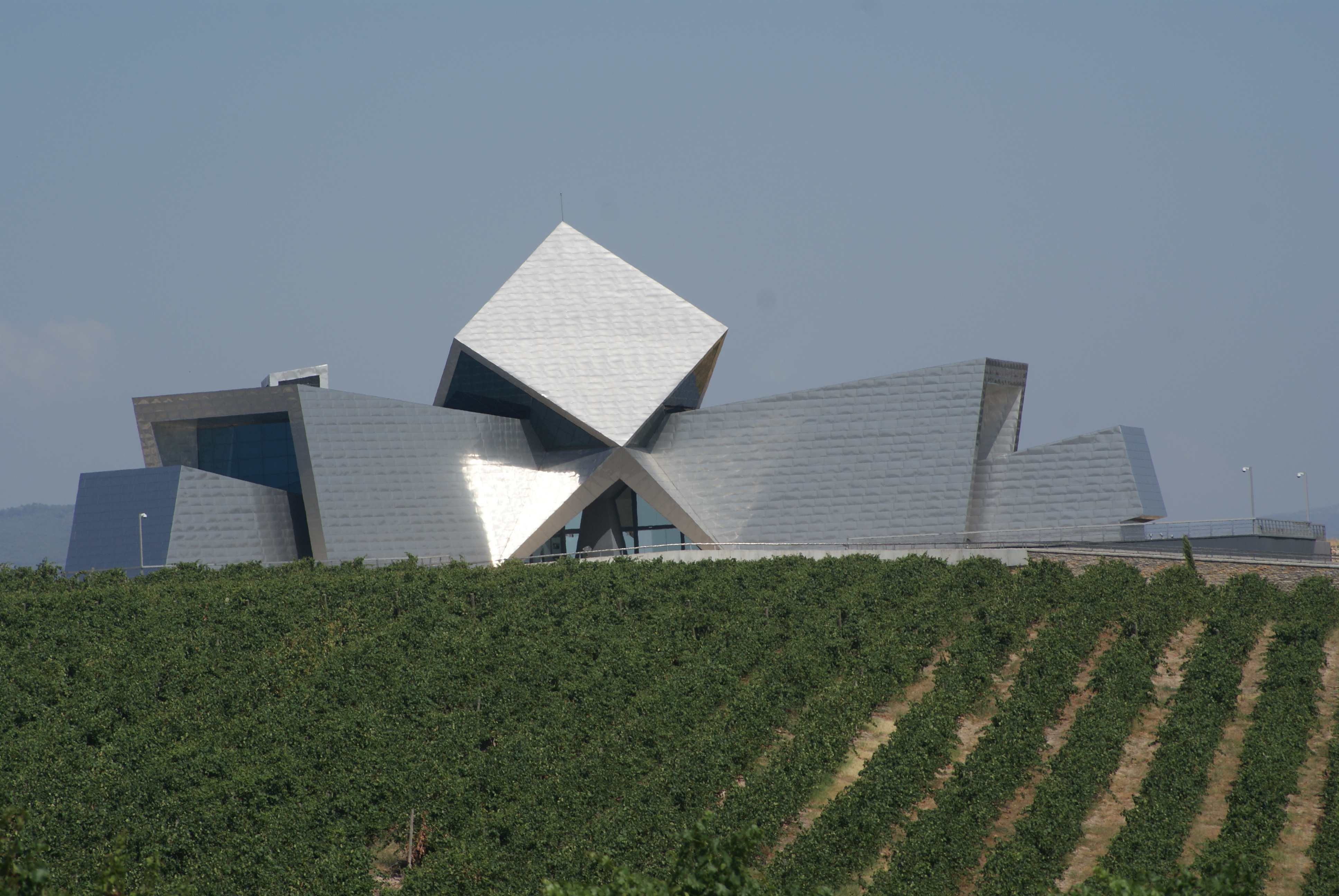
Bodega Irius en Barbastro.

La fabricación de aceites de oliva ha sido también una de las actividadades tradicionales de los somontanos de la provincia. En el año 2006 la producción fue de 3.317 toneladas. Existen 29 empresas dedicadas a esta actividad, entre ellas Aceites Noguero, Palacios y Sorilla e Hijos. La localización principal de las empresas de este sector está en las comarcas de La Litera, Somontano de Barbastro y Hoya de Huesca.
La elaboración de vino es igualmente una actividad tradicional en los somontanos de la provincia., sobre todo el de Barbastro donde se encuentra la denominación de origen Somontano. En el año 2006 las 30 bodegas de la denominación embotellaron 14 millones de litros dedicándose el 15% a la exportación. La actividad de la elaboración del vino se está relacionando con el turismo a través del enoturismo. La localización principal de las empresas de este sector está en la comarca del Somontano aunque también existen bodegas en Cinca Medio y Hoya de Huesca.
La preparación y conservación de frutas y hortalizas no ha sido una actividad que ha tenido un gran desarrollo. Sí ha sido tradicional el tostado de frutos secos, como es el caso de la empresa Jordán. En los últimos años se han constituido empresas de preparación de zumos como son la Cooperativa de Tamarite, Frucopasa y Zucosa. La localización principal de las empresas de este sector está en la comarca del Somontano, La Litera, Cinca Medio y Bajo Cinca. En Fraga nos encontramos con mercoFraga, un mercado en origen de productos agrarios.

### Productos metálicos, industria química, maquinaria y productos no metálicos
La actividad de productos metálicos segunda actividad industrial que más empleo abarcaba en 2008 con 1.872 trabajadores en 297 empresas. Abarca elementos metálicos para la construcción, cisternas y forja entre otros. Destacan empresas como el Grupo Tatoma en Monzón. La localización de este sector la encontramos en todas las comarcas.
La industria química es la tercera actividad industrial que más empleo abarcaba en 2008 con 1.983 y con capacidad exportadora. Cuenta con 32 empresas. Abarca productos químicos y farmacéuticos. Empresas importantes químicas son Brilen, Polyone, Polidux y Aragonesas. En el sector farmacéutico destaca la planta de Baxter en Sabiñánigo. La localización de este sector la encontramos en el entorno de Sabiñánigo, Monzón y Barbastro.
La construcción de maquinaria es la cuarta actividad industrial que más empleo abarcaba en 2008 con 1.743. Cuenta con 121 empresas. Abarca la fabricación de maquinaria tanto industrial como agrícola.
Los productos no metálicos es la quinta actividad industrial que más empleo abarcaba en 2008 con 920. Cuenta con 62 empresas Abarca productos cerámicos y derivados del cemento.

### Otras actividades industriales
Otras actividades son la Madera (123 empresas), Textil, confección, cuero y calzado (89 empresas), Papel y Artes Gráficas (80 empresas), Caucho y plásticos (32 empresas), Vehículos y material de transporte (22 empresas), Instrumentación médica, precisión y óptica (21 empresas), Equipos informáticos y electrónica (8 empresas), Metalurgia (4 empresas) y Otras manufacturas (68 empresas).

### Innovación en el sector industrial
El sector industrial en Huesca presenta innovación tecnológica en la actividad de instrumentación médica y equipos informáticos y electrónica. En tecnología sanitaria con la existencia de Becton Dickinson que fabrica jeringuillas en Fraga, y Podactiva y Oscatech Microinyección en Huesca dedicadas a la fabricación de plantillas e implantes médicos respectivamente. En el ámbito de la electrónica con empresas como Ecomputer y Sallén Electrónica.

## Servicios
Este sector en el año 2008 aportó 2.962 millones de euros en el Valor Agregado Bruto de la provincia de Huesca, el 58,50% del total, y empleó a 56.400 personas en el año 2010, el 61,84% del total. El número de empresas de servicios en el 2008 eran 12.525, siendo la actividad de comercio la más numerosa con 4.005, seguido de actividades empresariales con 2.139 y hostelería con 1.850. Respecto al empleo,en el año 2010, sigue siendo el comercio quien registra más afiliaciones con 13.096, seguido de hostelería con 7.821 y servicios empresariales con 6.881.

### Comercio
Es la primera actividad de servicios que más empleo aporta con 13.096 en el año 2010. El comercio minorista cuenta con 5.813 actividades, siendo la más importante la alimentación con 2.176 actividades, seguido de hogar con 778 y vestido y calzado con 610.

### Hostelería

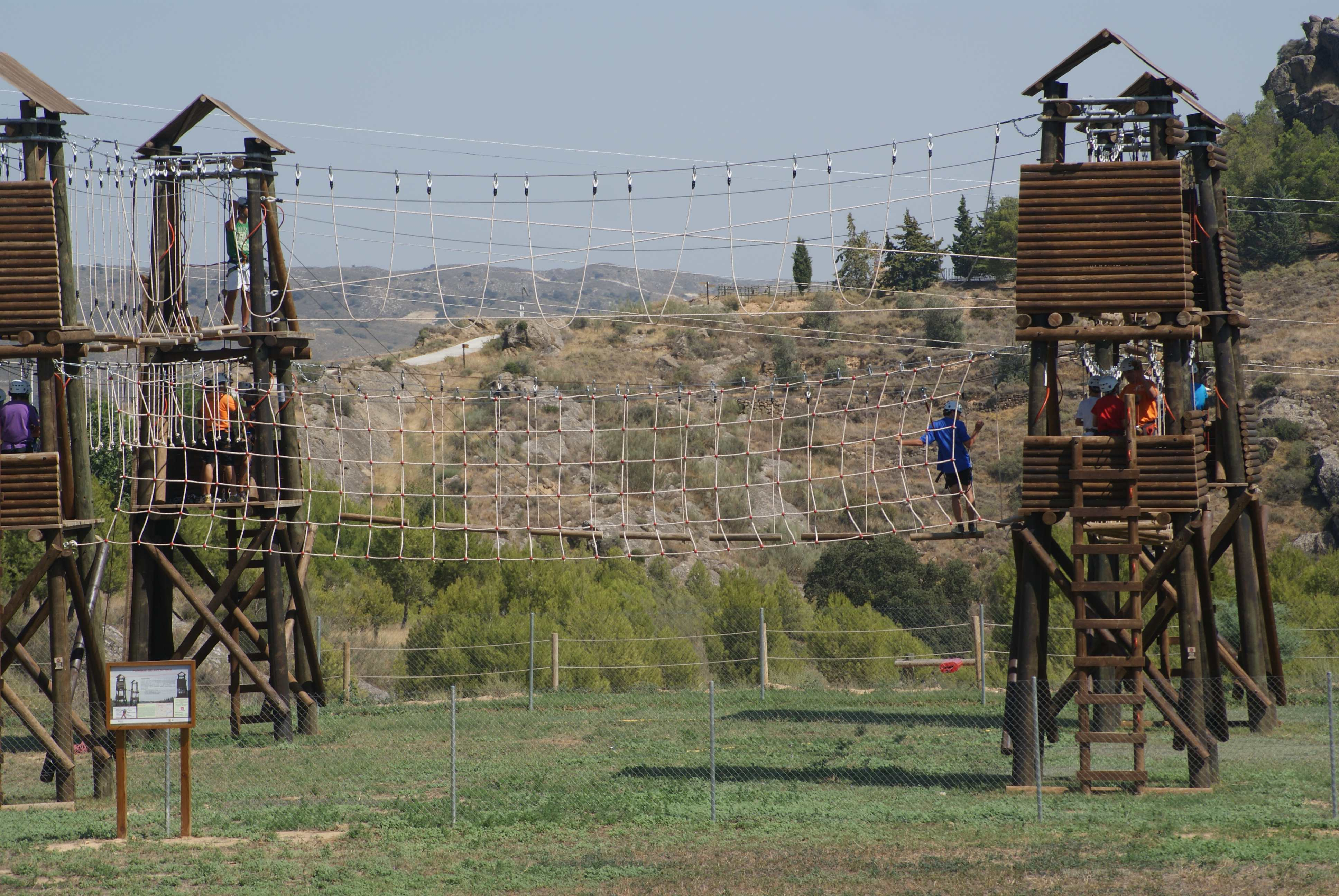
Turismo de Aventura.

Es la segunda actividad de servicios que más empleo aporta con 7.821 en el año 2010. La provincia cuenta con 1.392 establecimientos de alojamiento turístico con capacidad para 51.049 plazas. El alojamiento hotelero dispone de 402 establecimientos y una capacidad de 18.422 plazas, el alojamiento rural con 743 establecimientos y una capacidad de 7.977 plazas, el alojamiento al aire libre con 66 establecimientos y 21.326 plazas, y los apartamentos turísticos con 181 establecimientos y 3.324 plazas. Además, se disponen de 2.013 establecimientos de servicios de restauración, de los cuales 718 son restaurantes. La localización de estos establecimientos se sitúa principalmente en las comarcas del Pirineo.
El alojamiento hotelero supusieron 1.7 millones de pernoctaciones en el año 2010. El turismo extranjero alcanzó el 11,54%, siendo mayoritario el de origen nacional, especialmente el proveniente de Madrid, Cataluña, Aragón, Comunidad Valenciana y País Vasco.

### Otras actividades de servicios

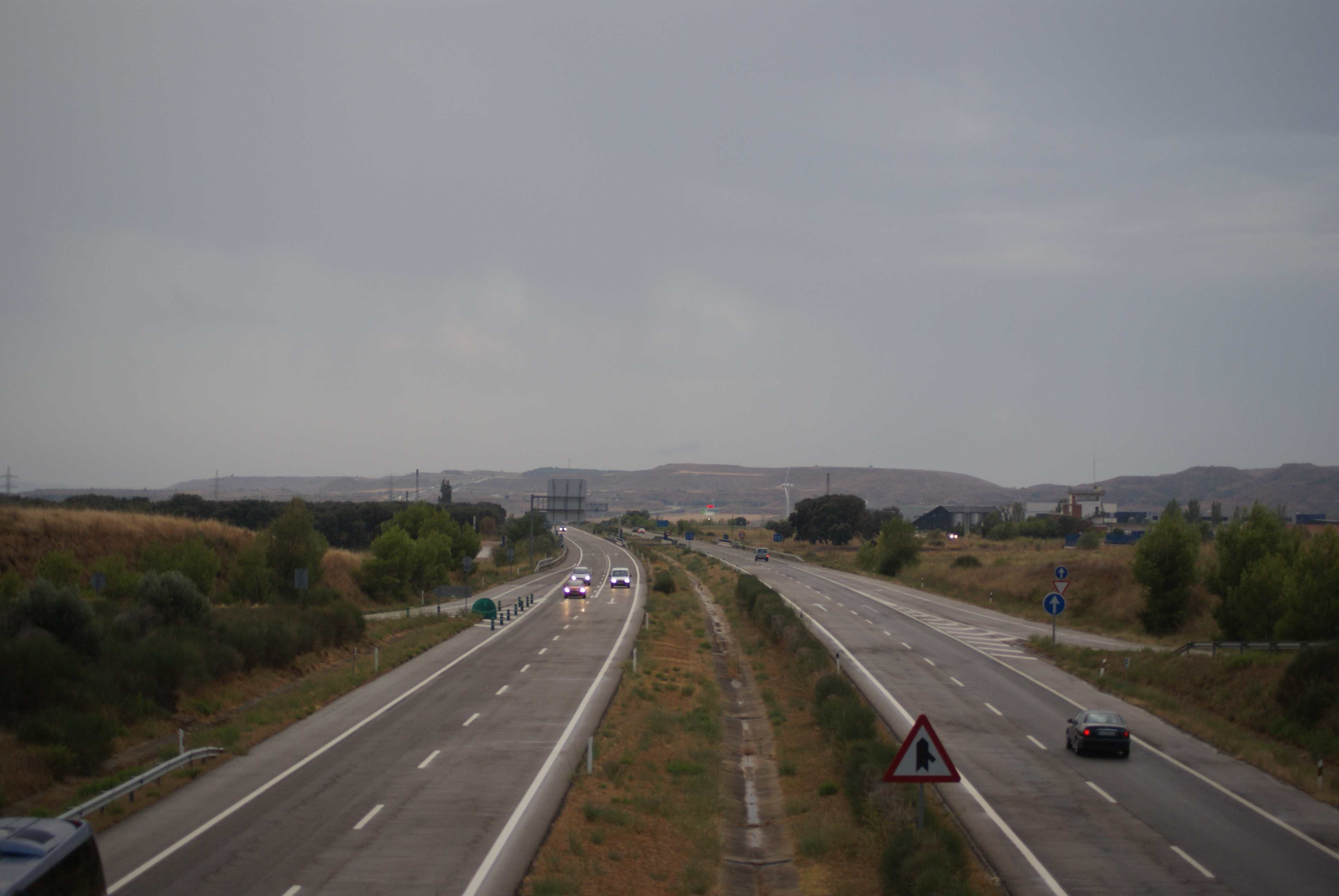
Plataforma Logística y Parque Tecnológico Walqa en Huesca.

La actividad sanitaria y de servicios sociales emplea 8.061 personas, la administración pública 6.999, los servicios empresariales 6.081, la educación 2.246, las actividades recreativas 1.983 y la actividad financiera 1.593.

### Innovación en el sector servicios
El sector de servicios en Huesca presenta innovación tecnológica en el ámbito de las empresas dedicadas a las tecnologías de la información y las comunicaciones que desde el año 1999 se han potenciado en el Parque Tecnológico Walqa, así como en los servicios profesionales técnicos. Otros ámbitos de innovación están siendo el desarrollo de la logística a través de la creación de plataformas logísticas en Huesca y Fraga en torno a los ejes de comunicación más importantes, y el desarrollo de infraestructuras turísticas.